# General der Luftnachrichtentruppe
General der Luftnachrichtentruppe war ein militärischer Dienstgrad der Luftwaffe (Wehrmacht 1935–1945).
Er entsprach dem eines Generals der Waffengattung. Dieser Generalsrang wurde für die Luftnachrichtentruppe der Luftwaffe lediglich dreimal vergeben und stellt damit eine Besonderheit innerhalb des Rangsystems dar.
Für das Heer wurde ein General der Nachrichtentruppe als Dienstgrad vergeben.
Ähnliche Dienstgradbezeichnungen wurden von der Wehrmacht auch für andere Waffengattungen eingeführt (bspw. General der Fallschirmtruppe, General der Panzertruppe).

## Offiziere in diesem Dienstgrad
| Name              | Lebensdaten | Beförderung        | Anmerkungen                                                   |
| ----------------- | ----------- | ------------------ | ------------------------------------------------------------- |
| Wolfgang Martini  | 1891–1963   | 20. September 1941 | Generalnachrichtenführer der Luftwaffe                        |
| Walter Surén      | 1880–1976   | 30. Januar 1945    | Fernmeldeführer der Luftwaffe 1945                            |
| Friedrich Fahnert | 1879–1964   | 1. April 1945      | Höherer Kommandeur des Luftnachrichtenstabes in Halle (Saale) |